# Ophionellus bridwelli
Ophionellus bridwelli là một loài tò vò trong họ Ichneumonidae.